# La Lima (Tabasco)
La Lima es una localidad del municipio de Centro ubicado en la subregión centro del estado mexicano de Tabasco. La Lima formaba parte de la localidad de Parrilla hasta que fue desconurbada el 15 de diciembre de 2008.

## Geografía
La localidad de La Lima se sitúa en las coordenadas geográficas 17°54′38″N 92°56′02″O / 17.91056, -92.93389, a una elevación de 10 metros sobre el nivel del mar.

## Demografía
Según el Conteo de Población y Vivienda 2010, efectuado por el Instituto Nacional de Estadística y Geografía la población de La Lima era de 5,638 habitantes, y para 2020 había 6,334 habitantes, de los cuales 3,069 son del sexo masculino y 3,265 del sexo femenino.
| Gráfica de evolución demográfica de La Lima entre 2010 y 2020 |
|                                                               |
| INEGI.                                                        |